# Comarca del Narcea
La Comarca del Narcea és una de les vuit comarques en què està dividit el Principat d'Astúries i comprèn els concejos de:
- Allande
- Cangas del Narcea
- Degaña
- Ibias
- Tinéu

Encara que l'Estatut d'Autonomia d'Astúries preveu la divisió del territori asturià en comarques, encara no estan desenvolupades oficialment.